# Sverre Midjord
Sverre Ingolf Midjord (Tvøroyri, 1933. április 2. – Tvøroyri, 2016. október 10.) feröeri hivatalnok és politikus, a Javnaðarflokkurin tagja.

## Pályafutása
Hivatalnoki szakképesítést szerzett. 1950 és 1969 között szülővárosa postahivatalában dolgozott, ezt követően pedig a feröeri vám- és adóhivatal munkatársa lett.
1966 és 1985 között, valamint 1989 és 2008 között Tvøroyri község tanácsának tagja, 1967-től 1984-ig a község polgármestere volt. 1978-tól 1980-ig, 1990-től 1994-ig és 2004-től 2008-ig saját jogon, 1975-től 1978-ig, valamint 1985-től 1988-ig pedig helyettesként a Løgting képviselője volt.

## Magánélete
Nevelőszülei Julia és Poul Johannes Midjord. Tvøroyriban élt.

## Fordítás
- Ez a szócikk részben vagy egészben a Sverre Midjord című norvég Wikipédia-szócikk ezen változatának fordításán alapul.  Az eredeti cikk szerkesztőit annak laptörténete sorolja fel. Ez a jelzés csupán a megfogalmazás eredetét és a szerzői jogokat jelzi, nem szolgál a cikkben szereplő információk forrásmegjelöléseként.

## Külső hivatkozások
- Profilja, Løgtingið 150 - Hátíðarrit, p. 318. (feröeri)